# 殊勲十字章 (アメリカ合衆国)
アメリカ合衆国の殊勲十字章（しゅくんじゅうじしょう、英：Distinguished Service Cross、DSC）は、主にアメリカ陸軍の軍人に対して授与される勲章。陸軍省が授与する、名誉勲章に次ぐ高位の勲章。これに相当する勲章として海軍省が海兵隊及び海軍の軍人に授与する海軍十字章（Navy Cross）、空軍省が空軍及び宇宙軍の軍人に授与する空軍十字章（Air Force Cross）並びに国土安全保障省が沿岸警備隊の軍人に授与する沿岸警備隊十字章（Coast Guard Cross）が制定されている。

## 概要

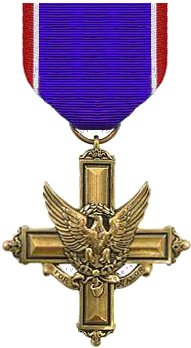
アメリカ合衆国の殊勲十字章

勲章順位では第二位。「戦闘において比類ない英雄的行為をした者」に授与される。最高位の名誉勲章が滅多に受章できず、受章したとしても命と引き換えで生きて受章した例は少ないことから、実質上の最高位勲章である。複数回受賞も可能で、2度目以降はクラスター（柏の葉を象った飾り）が追加される。
通常、アメリカ合衆国において殊勲十字章（Distinguished Service Cross）と称されるのは陸軍の殊勲十字章である。そのため、日本では同等のものであるNavy Cross、Air Force Cross、Coast Guard Crossが海軍殊勲十字章、空軍殊勲十字章、沿岸警備隊殊勲十字章と訳される場合も多く、Distinguished Service Crossが陸軍殊勲十字章と表記される場合もある。
海兵隊員や他国の将兵に授与されることもあり、受章者には複数回受章している者も存在する。主な受章者はそれぞれの記事を参照のこと。

## 主な受章者
- クレイトン・エイブラムス - Creighton W. Abrams, Jr. アメリカ陸軍 - 柏葉付 （2度の受賞）
- エドワード・アルモンド - Edward Almond アメリカ陸軍 - 柏葉付
- トーマス・ブレミー - Thomas Blamey オーストラリア陸軍
- リチャード・ボング - Richard Bong アメリカ陸軍航空軍
- トーマス・マクガイア - Thomas McGuire アメリカ陸軍航空軍
- ルイス・H・ブレレートン - Lewis H. Brereton アメリカ陸軍航空隊（後にアメリカ陸軍航空軍） - 柏葉付
- モーリス・ブリット - Maurice Britt アメリカ陸軍
- ジョセフ・バーラッツィ - Joseph Burlazzi アメリカ陸軍
- ジョン・フランシス・バーンズ - John Francis Burnes アメリカ海兵隊
- ダグラス・キャンベル - Douglas Campbell アメリカ陸軍航空隊 - 四枚柏葉付
- アーサー・S・シャンペニー - Arthur S. Champeny アメリカ陸軍 - 二枚柏葉付
- ワシーリー・チュイコフ - Vasily Chuikov ソビエト陸軍
- マーク・W・クラーク - Mark W. Clark アメリカ陸軍
- ドワイト・フィリー・デイヴィス - Dwight Filley Davis アメリカ陸軍
- ダニエル・ダリー - Daniel Daly アメリカ海兵隊
- ウィリアム・オーランド・ダービー - William Orlando Darby アメリカ陸軍 - 柏葉付
- ウィリアム・J・ドノヴァン - William J. "Wild Bill" Donovan アメリカ陸軍
- ロバート・L・アイケルバーガー - Robert L. Eichelberger アメリカ陸軍 - 柏葉付
- エドワード・フュラー - Edward Fuller アメリカ海兵隊
- ジェームズ・M・ギャビン - James M. Gavin アメリカ陸軍 - 柏葉付
- ホーバート・R・ゲイ - Hobart R. Gay アメリカ陸軍 - 柏葉付
- デヴィッド・H・ハックワース - David H. Hackworth アメリカ陸軍 - 柏葉付
- アレクサンダー・ヘイグ - Alexander M. Haig, Jr. アメリカ陸軍
- ヴァージニア・ホール - Virginia Hall 戦略諜報局職員
- ジョン・L・ハインズ - John L. Hines アメリカ陸軍
- コートニー・ホッジス - Courtney Hodges アメリカ陸軍
- クラレンス・R・ヒューブナー - Clarence R. Huebner アメリカ陸軍 - 柏葉付
- リロイ・P・ハント - LeRoy P. Hunt アメリカ海兵隊
- フランク・オドリスコル・ハンター - Frank O'Driscoll "Monk" Hunter アメリカ陸軍航空隊（後にアメリカ陸軍航空軍） - 四枚柏葉付
- チャールズ・L・ケリー - Charles L. Kelly アメリカ陸軍
- ジョージ・ケニー - George C. Kenney アメリカ陸軍航空隊（後にアメリカ陸軍航空軍）  - 柏葉付
- ヨンオク・キム - Young-Oak Kim アメリカ陸軍
- ロバート・C・キングストン - Robert C. Kingston アメリカ陸軍
- カーチス・ルメイ - Curtis E. LeMay アメリカ陸軍航空軍
- ダグラス・マッカーサー - Douglas MacArthur アメリカ陸軍 - 二枚柏葉付
- ペイトン・C・マーチ - Peyton C. March アメリカ陸軍
- アンソニー・マコーリフ - Anthony McAuliffe アメリカ陸軍
- バリー・マカフライ - Barry McCaffrey アメリカ陸軍
- ルイス・ゴンザガ・メンデス・ジュニア - Louis Gonzaga Mendez, Jr. アメリカ陸軍
- ウィリアム・ミッチェル - William "Billy" Mitchell アメリカ陸軍航空隊
- ヘンリー・マッキ - Henry Mucci アメリカ陸軍
- オーディ・マーフィ - Audie L. Murphy アメリカ陸軍
- ジョージ・パットン - George S. Patton, Jr. アメリカ陸軍 - 柏葉付
- ジョージ・パットン4世 - George S. Patton, IV アメリカ陸軍 - 柏葉付
- キース・ペイン - Keith Payne VC, オーストラリア陸軍
- ジョン・パーシング - John J. "Black Jack" Pershing アメリカ陸軍
- ハーヴェイ・ポッシンガー - Harvey Possinger アメリカ陸軍
- ルイス・B・プラー - Lewis B. "Chesty" Puller アメリカ海兵隊
- エディ・リッケンバッカー - Eddie Rickenbacker アメリカ陸軍航空隊 - 六枚柏葉付
- マシュー・リッジウェイ - Matthew B. Ridgway アメリカ陸軍 - 柏葉付
- ケラー・E・ロッキー - Keller E. Rockey アメリカ海兵隊
- セオドア・ルーズベルト・ジュニア - Theodore Roosevelt, Jr. アメリカ陸軍
- アルフレド・M・サントス - Alfredo M. Santos フィリピン陸軍
- レミュエル・C・シェパード - Lemuel C. Shepherd, Jr. アメリカ海兵隊
- オリバー・P・スミス - Oliver Prince Smith アメリカ海兵隊
- ジョセフ・スティルウェル - Joseph Stilwell アメリカ陸軍
- マクスウェル・D・テイラー - Maxwell D. Taylor アメリカ陸軍
- ジェラルド・C・トーマス - Gerald C. Thomas アメリカ海兵隊
- ジェームズ・ヴァン・フリート - James A. Van Fleet アメリカ陸軍 - 二枚柏葉付
- ジョン・ポール・ヴァン - John Paul Vann アメリカ市民
- ジェーサス・ヴィラモア - Jesus Villamor フィリピン陸軍航空隊 - 柏葉付
- ウォルトン・ウォーカー - Walton Walker アメリカ陸軍 - 柏葉付
- リチャード・ウィンターズ - Richard_Winters アメリカ陸軍
- エドワード・F・ヤンガー - Edward F. Younger アメリカ陸軍